# Corneliu Mircea
Corneliu Mircea (n. 23 ianuarie 1944, Timișoara) este un filosof român, medic psihiatru, cadru didactic asociat la Universitatea de Vest din Timișoara. Preocupat de metafizică, a scris o serie de lucrări de filosofie, precum și poezie. Este membru al unor societăți științifice și laureat al premiilor Uniunii Scriitorilor din România.

## Studii și activitatea medicală
Între 1950–1957 a fost elev al Școlii Elementare nr. 3 din Timișoara, liceul urmându-l la liceul Constantin Diaconovici Loga. În continuare (1961–1967) a urmat cursurile Facultății de Medicină Generală a Institutului de Medicină Timișoara. S-a specializat în psihiatrie, iar în 1977 a obținut titlul academic de doctor. Până în 1972 a lucrat ca medic intern și medic secundar la Clinica de Psihiatrie Timișoara, iar apoi, ca medic specialist la Spitalul de Psihiatrie din Gătaia. Din 1990 este medic primar, iar între 1997–2003 a fost directorul acestui spital, demonstrându-și capacitatea managerială.

## Filosof
A fost atras de filozofie de lucrările lui Hegel și Platon și influențat de Noica. Între 1991–1997 a coordonat Atelierul de Metafizică de pe lângă Societatea Timișoara. Simultan cu activitatea medicală, între 1993–1998 a fost cadru didactic asociat la Facultatea de Filosofie a Universității de Vest din Timișoara, unde a predat metafizica. În 1997 a obținut titlul academic de doctor în filosofie. Din 1999 activează la Secția de Teologie a aceleiași universități.
Este membru corespondent al Societății pentru Analiză Socială și Logoterapie Viena, membru al Societății Transeuropene Strasbourg-Paris și al Societății de Filosofie din Poitiers, fiind apreciat de personalități ca Jean-Louis Vieillard-Baron (fr). Într-o lucrare a sa, Vieillard-Baron evocă colaborarea îndelungată dintre Timișoara și Poitiers, menționând evenimente care s-au derulat între anii 1994–2006, multe din ele fiind organizate de Corneliu Mircea, pe carel-l consideră „un filosof prin vocație” (« C'est un philosophe par vocation qui exerce la médecine (...) »). În cadrul acestei colaborări, Corneliu Mircea a fost invitat în 1997 la Universitatea din Poitiers  ca profesor invitat.
Lucrări filosofice, majoritatea publicate de editurile Cartea Românească și Paideia:
- Cumpăna dorului, eseu de debut, 1978[1][3][4]
- Inter-comunicare, Ed. Științifică și Enciclopedică, 1979[1][3][4]
- Cartea Ființei, 1980[1][3][4]
- Ființă și conștiință, 1984, premiul Uniunii Scriitorilor, filiala Timișoara[1][3][4]
- Discurs despre Ființă, 1987[1][3][4]
- Etica tragică (sau despre nebunia colectivă), 1995[1][3][4]
- Dialoguri despre Ființă/Dialogues sur l'Être (volum colectiv)[1], Timișoara, Ed. Amarcord, 1995[1]
- Timp și melancolie, Ed. Hestia, 1997 (volum colectiv)[1]
- Despre logos, Ed. Hestia, 1998 (volum colectiv)[1]
- Orizontul sacru, Ed. Polirom, 1998 (volum colectiv)[4]
- Originarul, 2000[1][3]
- Facerea: Tratat despre Ființă, 2001[1][3]; ediția a doua, 2015[8], reeditare vol. 1 (Introducere în onto-teologie și Fascinația Divinului), Ed. Eikon, 2024, ISBN: 978-606-49-1215-2
- Ființă și extaz, 2002[1][3]
- Divinul, 2006[1][9],  ed. a doua, revăzută și adăugită, București, Ed. Paideia, 2023, ISBN: 978-606-748-789-3
- Facerea: Tratat despre spirit, 2009[1], ediția a doua, revăzută și adăugită, București, Ed. Paideia, ISBN: 978-606-748-719-0
- Introducere în onto-teologie, 2013[1]
- Traité de l’Être, 2015 (traducere: Maria Țenchea)[1][10]
- Traité de l’Esprit, 2015 (traducere: Maria Țenchea și Adina Tihu)[11]
- Fascinația Divinului. Ce înseamnă a filosofa?, 2022[12]
- L’éternelle Création. Traité de l’Être (deuxiéme édition, revue et augmentée), 2022 (traducere de Maria Țenchea)[13]
- Arta astrală, 2023[14]
- Tratat despre spirit, ediția a doua, revăzută și adăugită, București, Ed. Paideia, 2023, ISBN: 978-606-748-722-0
- La decouverte de l'Esprit, eseu (23 pg.) publicat în volumul colectiv „Quelle philosophie de l'esprit ?” (sous la direction de Alexandea Roux), Paris, Editions Hermann , 2024, ISBN: 979-1-0370-3357-4.

Poezii:
- Recviem, Ed. Antib, 1993, premiul special al Uniunii Scriitorilor, filiala Timișoara[1][4], ed. a doua, Timișoara, Ed. Brumar, 2024, ISBN 978-606-726-293-3

## Premii
- Premiul Uniunii Scriitorilor din România, Filiala Timișoara (1984)[1][3][4]
- Premiul special al Uniunii Scriitorilor din România, Filiala Timișoara (1993)[1][3][4]
- Premiul „Mircea Florian” al Academiei Române (2015)[15]
- Premiul pentru opera omnia al Uniunii Scriitorilor Filiala Timișoara (2023)[16]

Despre filosofia lui Corneliu Mircea au scris Nicolae Steinhardt, Dan C. Mihăilescu, Eugen Todoran, Ion Maxim, Andrei Marga, Doina Uricariu, Nicolae Ciobanu, Constantin Barbu, Mircea Lăzărescu, Christian Crăciun, Octavian Voicu, Dorin Ștefănescu, Ion Dur, Aquilina Birăescu și Diana Zărie, Aurel Sasu, Alexandra Roux, și Alain Panero.